# ستور بزشک
ستور بزشک مقامی در دوره ساسانی در نیروهای نظامی بوده که مسئول سلامت و بهداشت و آمادگی جسمی اسب‌ها و سایر حیوانات جنگی ساسانیان بوده‌است.پیش از هر نبرد او می‌بایست مراتب سلامت و آمادگی جسمی احشام نظامی را به سلسله مراتب منتقل می‌کرده.در زبان اوستایی این واژه به صورت ستئوره آمده که معنای پزشک چارپایان یا دامپزشک را میدهد.